# Madonna mit Kind (La Rivière, Gironde)

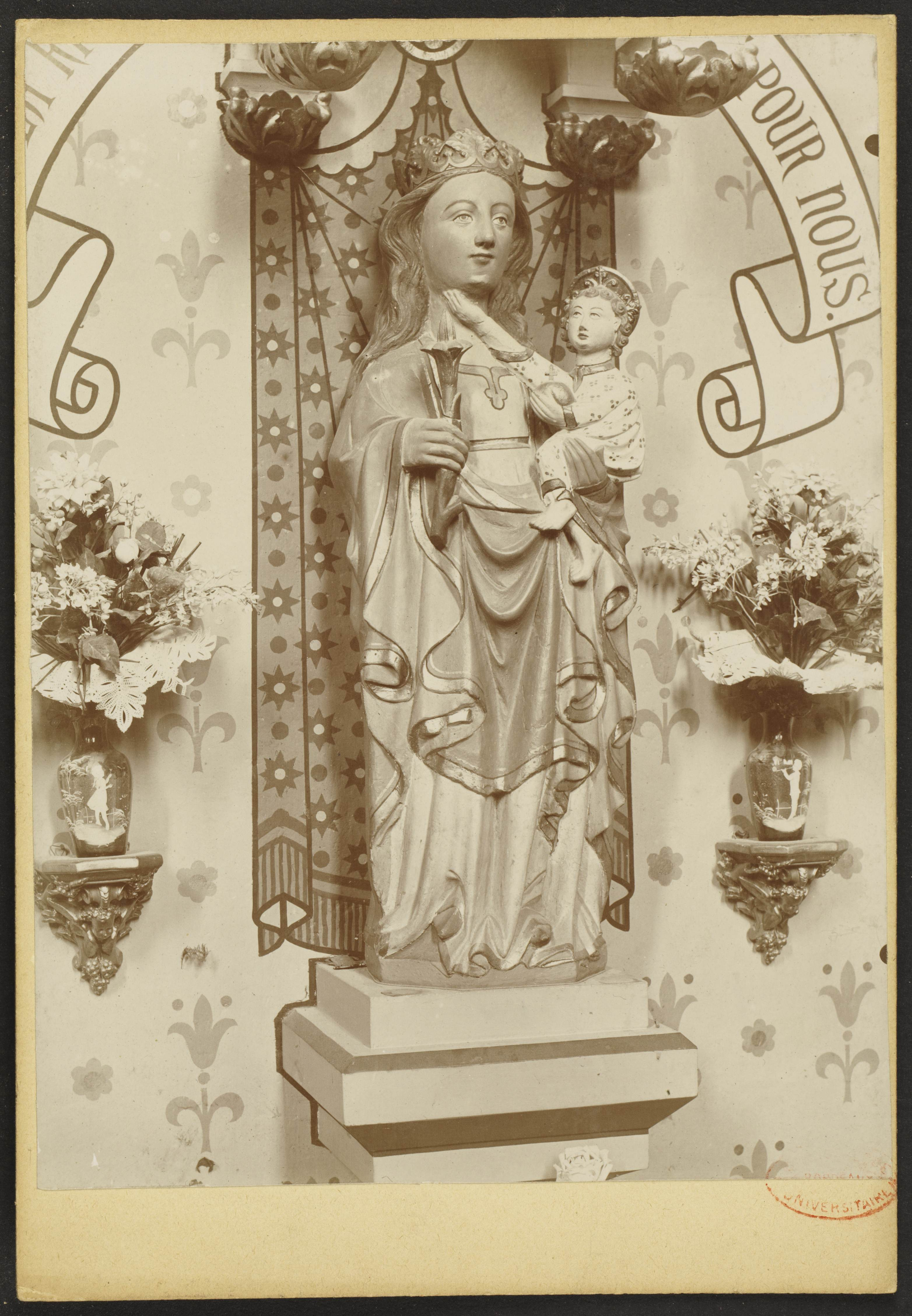
Madonna mit Kind in La Rivière (Foto von Jean-Auguste Brutails, um 1900)

Die Skulptur Madonna mit Kind in der Kirche Notre-Dame in La Rivière, einer französischen Gemeinde im Département Gironde der Region Nouvelle-Aquitaine, wurde im 15. Jahrhundert geschaffen. Im Jahr 1908 wurde die gotische Skulptur als Monument historique in die Liste der denkmalgeschützten Objekte (Base Palissy) in Frankreich aufgenommen.
Die Skulptur aus Alabaster und Stein ist 90 cm hoch und bemalt. Das Jesuskind sitzt auf dem linken Arm von Maria und wendet sein Gesicht in Richtung des Betrachters. Maria hält in der rechten Hand eine Lilie und trägt auf dem Kopf eine Krone wie auch das Kind.